# Bothrocophias
Bothrocophias é um gênero de serpentes da família Viperidae distribuído no norte da América do Sul. As espécies deste gênero eram incluídas no Bothrops, mas estudos moleculares demonstraram que elas representavam um gênero distinto.
Espécies reconhecidas:
- Bothrocophias campbelli (Freire-Lascano, 1991)
- Bothrocophias colombianus (Rendahl & Vestergren, 1940)
- Bothrocophias hyoprora (Amaral, 1935)
- Bothrocophias microphthalmus (Cope, 1876)
- Bothrocophias myersi Gutberlet & Campbell, 2001